# Eric Johansson (athlétisme)
Eric Johansson-Umedalen (né le 10 février 1904 et mort le 22 février 1972) est un athlète suédois, spécialiste du lancer du marteau. 
Il remporte la médaille d'argent du lancer du marteau lors des championnats d'Europe 1946, devancé par son compatriote Bo Ericson.